# カボ・デルガード州
カボ・デルガード州（カボ・デルガードしゅう、Província de Cabo Delgado）あるいはカーボ・デルガード州は、モザンビーク北東部にある州である。面積は82,625km2、人口は1,525,634人（2002年）である。州都はペンバ（Pemba）、旧称ポルト・アメリア（Porto Amélia）。

## 地理
ほとんどが丘陵地で、南にナンプーラ州、西にニアサ州、北にタンザニアのムトワラ州と接し、東部にインド洋と面する。海岸に沿うように平野がある。沖合いにシーラカンスが発見されたことで有名なコモロ諸島（コモロ連合）・キリンバス諸島が浮かぶ。
州の北東の端、タンザニアとの国境のロヴマ川河口付近に、州名カボ・デルガードの由来となったデルガド岬（Cabo Delgado）がある。
住民はマクア族、マコンデ族など。

## 治安
2010年代後半から、州内でイスラム系武装組織（アル・シャハブ）の活動が活発化。町や村を襲撃して組織の白黒の旗を掲げるとともに、2020年には州政府庁舎を襲撃する事件も起こした。
2020年、アル・シャバーブは天然ガス施設のある沿岸地域を掌握、内陸部に進攻し始めた。同年12月における避難民の数は、ペンバに到着した数だけでも13万人を越える規模となった。

## 下位行政区画
- アンクアベ郡（英語版）
- バラマ郡（英語版）
- チウレ郡（英語版）
- イボ郡（英語版）
- マコミア郡（英語版）
- メクフィ郡（英語版）
- メルコ郡（英語版）
- モシンボア・ダ・プライア郡（英語版）（モシンボアダプライア郡）
- モンテプエス郡（英語版）（モンテプエズ郡）
- ムエダ郡（英語版）（ムウェダ郡）
- ムイドゥンベ郡（英語版）
- ナムノ郡（英語版）
- ナンガーデ郡（英語版）（ナンガデ郡）
- パルマ郡（英語版）
- メトゥージェ郡（英語版）（メトゥージ郡）
- キサンガ郡（英語版）